# Matthew Mbuta
Matthew Mbuta (Bamenda, 21 dicembre 1985) è un ex calciatore camerunese, di ruolo attaccante.